# Flachsteich nördlich Meininghausen

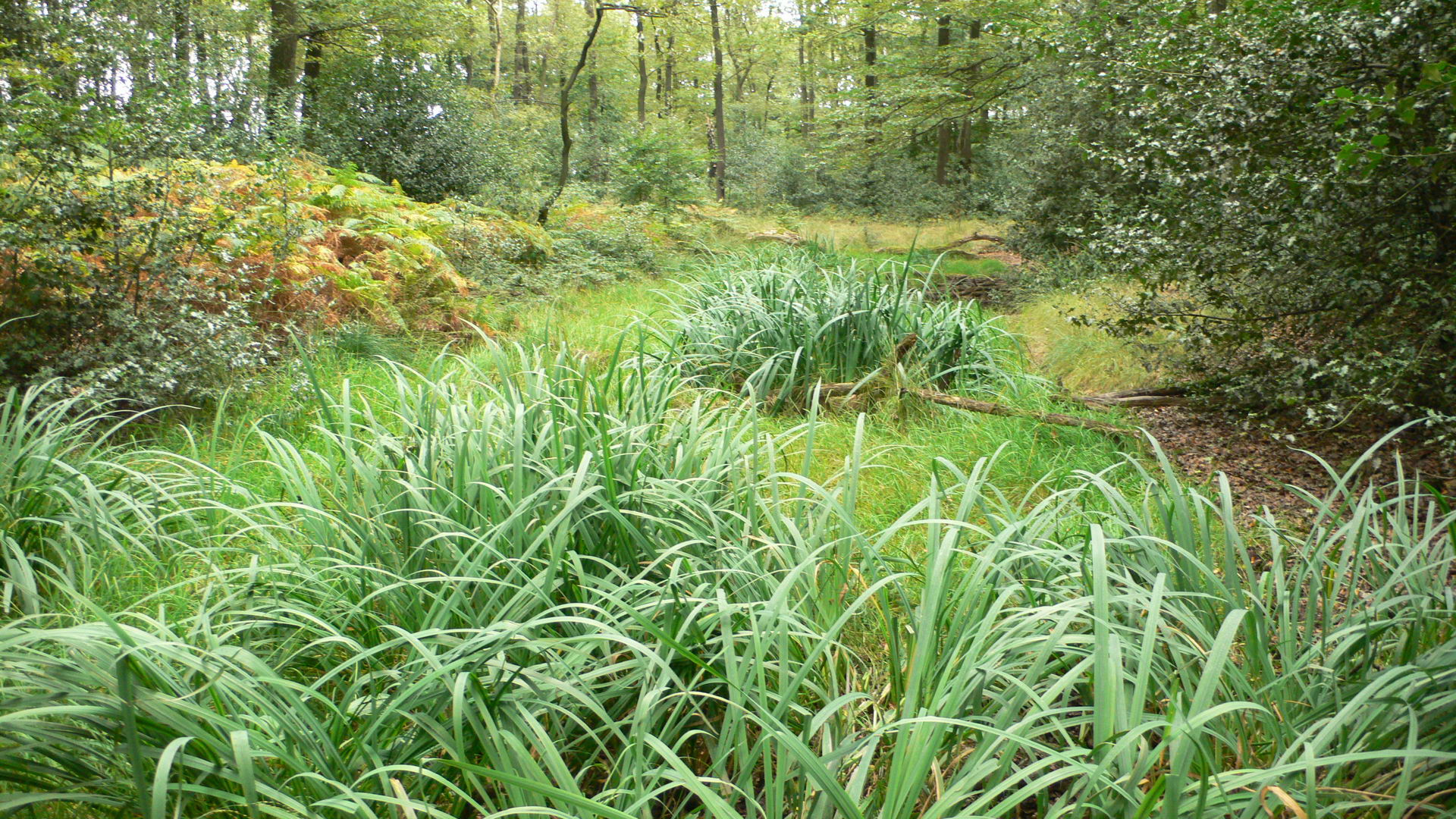
Flachsteich bei Meininghausen in Ennepetal, August 2009

Der Flachsteich nördlich Meininghausen ist eine Flachsrotte nördlich des Ennepetaler Ortsteils Meininghausen. 
Der ehemalige Flachsteich befindet sich auf einem flachen Bergsattel an der Stadtgrenze zu Gevelsberg abseits von Ansiedlungen. Er besitzt eine Länge von ca. 30 m und eine Breite von ca. 10 m und wurde durch eine Quelle gespeist, die sich in seinem Inneren befand.
Aufgrund seiner lokalgeschichtlichen Bedeutung und zum Erhalt für spätere archäologische Untersuchungen wurde der Flachsteich als Bodendenkmal unter Schutz gestellt.